# Juranda
Juranda ist ein brasilianisches Munizip im Inneren des Bundesstaats Paraná. Es hat 7.771 Einwohner (2022), die sich Jurandenser nennen. Seine Fläche beträgt 354 km². Es liegt 548 Meter über dem Meeresspiegel.

## Etymologie
Das Wort Juranda kommt aus dem Tupi und bedeutet Reifende Frucht (jur = kommen und andá = Frucht).
Nach Angaben der Pionierbewohner entstand der Name der Gemeinde, weil 1945 eine Indianerin namens Juranda in der Region gefangen gehalten wurde. Während ihrer Gefangenschaft wurde sie von Einsamkeit geplagt, und da sie ihren Stamm und ihre Verwandten schrecklich vermisste, starb sie schließlich. Der Name des Ortes entstand nun auf mystische Weise durch eine spirituelle Vision, die João Maffei Rosa 1949 hatte, als er den Wald abholzte. Der Spiritist erlebte zusammen mit seinem Bruder Lino Maffei eine Erscheinung der Juranda. Sie erhielten zudem an diesem Ort Botschaften des Glaubens und der Hoffnung. Von diesem Zeitpunkt an hieß die neu gegründete Stadt Juranda, ebenso wie der Bach, der durch den Ort fließt.

## Geschichte

### Besiedlung
Die Colonizadora Szaferman Ltda war Eigentümerin eines großen Grundstücks im Inneren des Munizips Campo Mourão. Sie beschloss, eine Stadt zu gründen. Dazu teilte sie ihr Grundstück auf und verkaufte es parzellenweise.
In den Jahren 1949 und 1950 kamen die ersten Siedler, unter ihnen Simão Szaferman, Benjamin Meize Szaferman, João Maffei Rosa oder Lino Maffei Rosa. Die weitere Besiedlung erfolgte überwiegend durch Einwanderer aus Europa (Ukraine, Polen, Italien und Deutschland). Im Lauf der Jahre kamen Binnenmigranten aus São Paulo, Minas Gerais, Rio Grande do Sul und Bahia hinzu. Ende der 1990er Jahre zogen auch Familien japanischer Abstammung in den Ort.
Das Munizip ist stark landwirtschaftlich geprägt. Aufgrund der Mechanisierung der Landwirtschaft ist die Bevölkerung seit den 1990er Jahren rückläufig.

### Erhebung zum Munizip
Juranda wurde durch das Staatsgesetz Nr. 7549 vom 16. Dezember 1981 aus Mamborê ausgegliedert und in den Rang eines Munizips erhoben. Es wurde am 1. Februar 1983 als Munizip installiert.

## Geografie

### Fläche und Lage
Juranda liegt auf dem Terceiro Planalto Paranaense (der Dritten oder Guarapuava-Hochebene von Paraná). Seine Fläche beträgt 354 km². Es liegt auf einer Höhe von 548 Metern.

### Vegetation
Das Biom von Juranda ist Mata Atlântica.

### Klima
Das Klima ist gemäßigt warm. Es werden hohe Niederschlagsmengen verzeichnet (1686 mm pro Jahr). Im Jahresdurchschnitt liegt die Temperatur bei 21,2 °C. Die Klimaklassifikation nach Köppen und Geiger lautet Cfa.

### Gewässer
Juranda liegt im Einzugsgebiet des Rio Piquiri. Der Rio Tricolor bildet die südliche Grenze des Munizips. Im Norden reicht das Munizipgebiet bis an den Rio Comissário. Nordöstlich des Stadtgebiets entspringt der Rio Carajá, der das Munizip in Richtung Südosten durchfließt.

### Straßen
Juranda liegt an der BR-369 zwischen Cascavel im Süden und Maringá im Norden. Es ist über die PR-472 mit Goioerê verbunden.

### Nachbarmunizipien
| Goioerê und Rancho Alegre d’Oeste | Boa Esperança                               |         |
|                                   | Kompassrose, die auf Nachbargemeinden zeigt | Mamborê |
| Ubiratã                           | Campina da Lagoa                            |         |

## Stadtverwaltung
Bürgermeisterin: Leila Miotto Amadei, PSD (2021–2024)
Vizebürgermeisterin: Joelma, DEM (2021–2024)

## Demografie

### Bevölkerungsentwicklung
| Jahr | Einwohner | Stadt | Land |
| ---- | --------- | ----- | ---- |
| 1991 | 8.796     | 41 %  | 59 % |
| 2000 | 8.134     | 71 %  | 29 % |
| 2010 | 7.641     | 76 %  | 24 % |
| 2022 | 7.771     |       |      |

Quelle: IBGE, bis 2010: Volkszählungen und Volkszählung 2022

### Ethnische Zusammensetzung
| Gruppe * | 1991    | 2000    | 2010    | wer sich als …                                                                   |
| --- | ------- | ------- | ------- | -------------------------------------------------------------------------------- |
| Weiße | 69,5 %  | 69,5 %  | 57,7 %  | weiß bezeichnet                                                                  |
| Schwarze | 1,3 %   | 1,4 %   | 2,6 %   | schwarz bezeichnet                                                               |
| Gelbe | 0,3 %   | 0,4 %   | 0,4 %   | von fernöstlicher Herkunft wie japanisch, chinesisch, koreanisch etc. bezeichnet |
| Braune | 28,7 %  | 28,0 %  | 39,3 %  | braun oder als Mischung aus mehreren Gruppen bezeichnet                          |
| Indigene | 0,0 %   | 0,2 %   | 0,0 %   | Ureinwohner oder Indio bezeichnet                                                |
| ohne Angabe | 0,1 %   | 0,5 %   | 0,0 %   |                                                                                  |
| Gesamt | 100,0 % | 100,0 % | 100,0 % |                                                                                  |
| *) Anmerkung: Das IBGE verwendet für Volkszählungen ausschließlich diese fünf Gruppen. Es verzichtet bewusst auf Erläuterungen. Die Zugehörigkeit wird vom Einwohner selbst festgelegt. |         |         |         |                                                                                  |

Quelle: IBGE (Stand: 1991, 2000 und 2010)

## Wirtschaft

### Kennzahlen
Mit einem Bruttoinlandsprodukt pro Einwohner von 42.752,82 R$ (rund 9.500 €) lag Juranda 2019 an 184. Stelle der 399 Munizipien Paranás.
Sein hoher Index der menschlichen Entwicklung von 0,708 (2010) setzte es auf den 164. Platz der paranaischen Munizipien.